# Jenčice
Jenčice, Duits: Jentschitz, is een gemeente in het noordwesten van Tsjechië. Het ligt in het Boheemse Middelgebergte. Jenčice telde 336 inwoners in 2024.

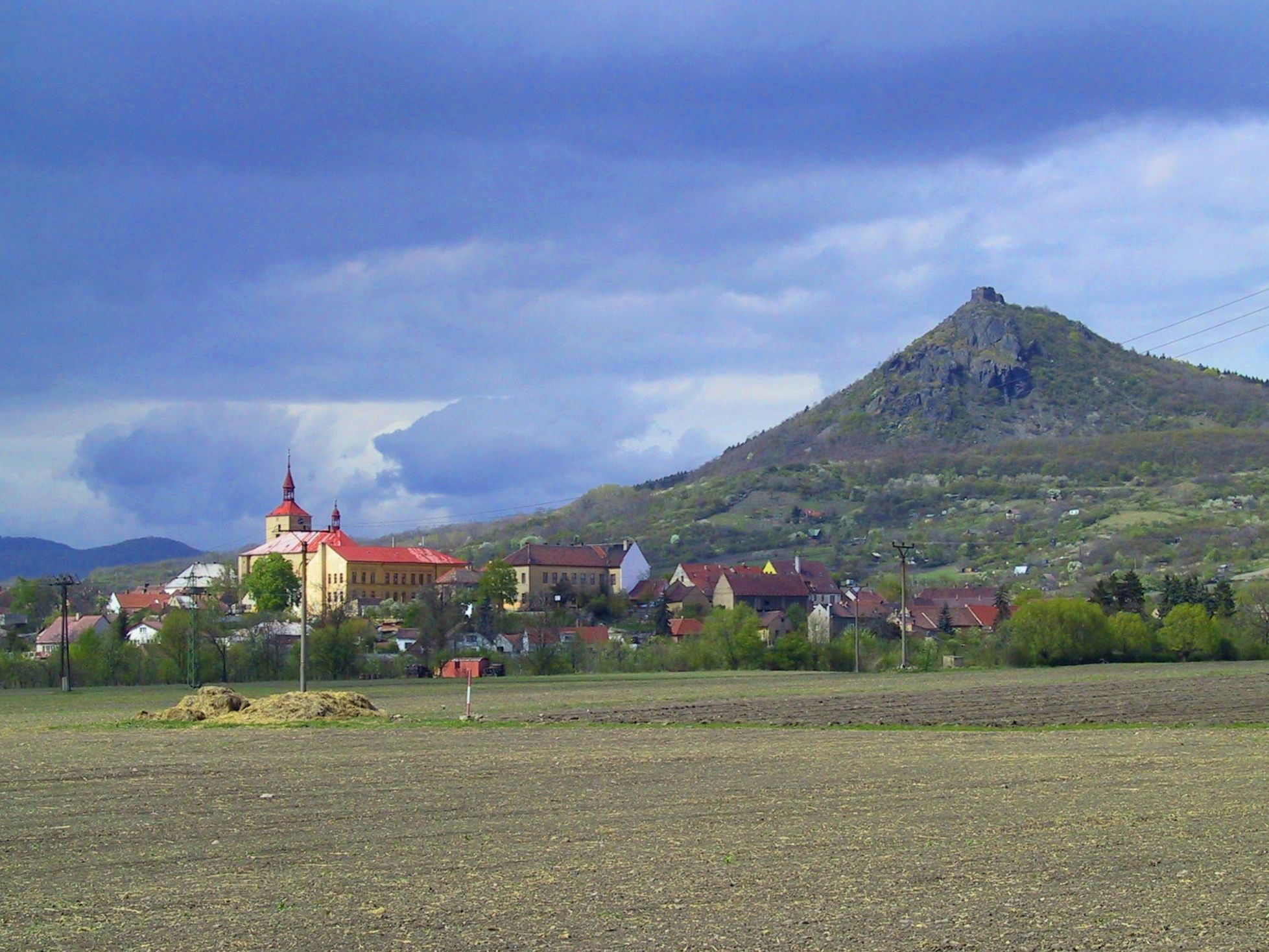

Bechlín ·
Bohušovice nad Ohří ·
Brňany ·
Brozany nad Ohří ·
Brzánky ·
Bříza ·
Budyně nad Ohří ·
Býčkovice ·
Ctiněves ·
Černěves ·
Černiv ·
Černouček ·
Čížkovice ·
Děčany ·
Dlažkovice ·
Dobříň ·
Doksany ·
Dolánky nad Ohří ·
Drahobuz ·
Dušníky ·
Evaň ·
Hlinná ·
Horní Beřkovice ·
Horní Řepčice ·
Hoštka ·
Hrobce ·
Chodouny ·
Chodovlice ·
Chotěšov ·
Chotiměř ·
Chotiněves ·
Chudoslavice ·
Jenčice ·
Kamýk ·
Keblice ·
Klapý ·
Kleneč ·
Kostomlaty pod Řípem ·
Krabčice ·
Křesín ·
Křešice ·
Kyškovice ·
Levín ·
Lhotka nad Labem ·
Liběšice ·
Libkovice pod Řípem ·
Libochovany ·
Libochovice ·
Libotenice ·
Litoměřice ·
Lkáň ·
Lovečkovice ·
Lovosice ·
Lukavec ·
Malé Žernoseky ·
Malíč ·
Martiněves ·
Michalovice ·
Miřejovice ·
Mlékojedy ·
Mnetěš ·
Mšené-lázně ·
Nové Dvory ·
Oleško ·
Píšťany ·
Ploskovice ·
Podsedice ·
Polepy ·
Prackovice nad Labem ·
Přestavlky ·
Račice ·
Račiněves ·
Radovesice ·
Rochov ·
Roudnice nad Labem ·
Sedlec ·
Siřejovice ·
Slatina ·
Snědovice ·
Staňkovice ·
Straškov-Vodochody ·
Sulejovice ·
Štětí ·
Terezín ·
Travčice ·
Trnovany ·
Třebenice ·
Třebívlice ·
Třebušín ·
Úpohlavy ·
Úštěk ·
Vědomice ·
Velemín ·
Velké Žernoseky ·
Vchynice ·
Vlastislav ·
Vražkov ·
Vrbice ·
Vrbičany ·
Vrutice ·
Záluží ·
Žabovřesky nad Ohří ·
Žalhostice ·
Židovice ·
Žitenice